# Holmesina
O Holmesina é um género da família dos Pampateriídeos, um grupo extinto de seres semelhantes aos tatus de quem eram parentes distantes. Como tatus, e ao contrário do outro ramo extinto do Cingulata, os gliptodontes, a concha era composta de placas flexíveis que permitiam que o animal se movesse com mais facilidade. As espécies Holmesina eram herbívoros; os tatus são principalmente insetívoros.
O Holmesina viveu há aproximadamente 12 mil anos atrás durante o Pleistoceno no atual território dos EUA, era descendente de pequenos animais que migraram da América do Sul quando se formou a ponte de terra entras as Américas. O Holmesina foi um dos maiores tatus que já existiu, o único que atingiu tamanho próximo foi o Pampatherium, primo sul-americano. Se alimentava de raízes, ovos, insetos, moluscos e carniça, com a ajuda de suas poderosas garras, as quais também serviam para cavar enormes tocas para abriga-los. Apesar de seu enorme tamanho, os adultos podiam ser caçados por enormes tigres de dentes de sabre, que podiam quebrar sua forte couraça protetora e dispor da grande quantidade de carne que esses animais possuíam.

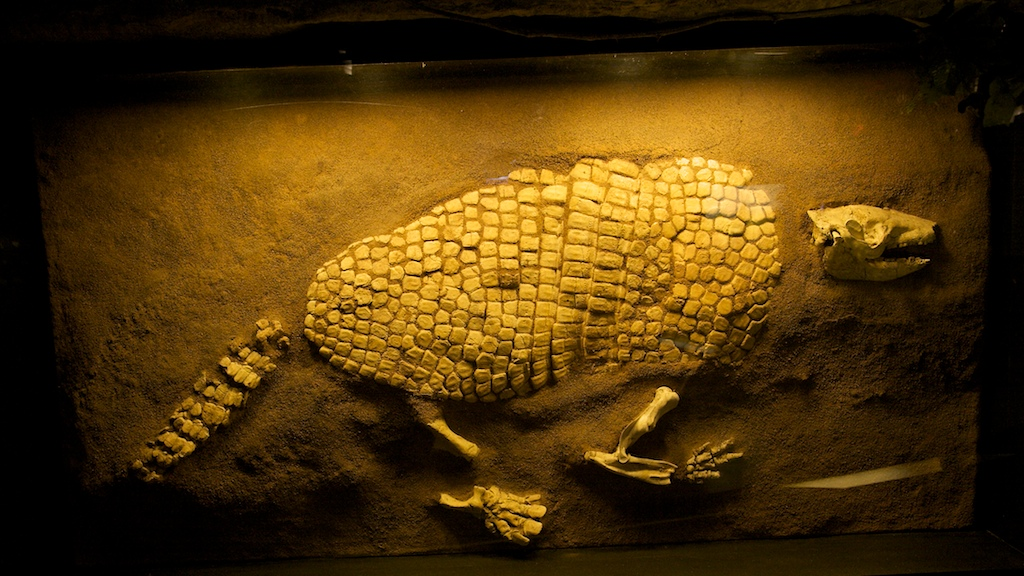
Holmesina septentrionalis